# Тишів (зупинний пункт)
Ти́шів — пасажирська зупинна платформа Коростенського напрямку Коростенської дирекції залізничних перевезень Південно-Західної залізниці. Розташована біля села Тишів.
Платформа розміщується між зупинною платформою Головки (відстань — 4 км) та зупинною платформою Йосипівка (відстань — 4 км). Відстань від станції Київ-Пасажирський — 122 км.
Лінія, на якій розташовано платформа, відкрита 1902 року як складова залізниці Київ — Ковель.
Платформа Тишів виникла 1974 року. Електрифіковано лінію, на якій розташований зупинний пункт, 1982 року.